# Mikhaïl Kretchetnikov
Mikhaïl Nikititch Kretchetnikov (en russe : Михаил Никитич Кречетников ; en polonais : Michaił Nikitycz Kreczetnikow), né en 1729 et mort le 9 mai 1793, est un lieutenant-général de l'armée impériale russe, et gouverneur général du deuxième partage de la Pologne par l'Empire de Russie (Partitions de la Pologne) en annexant la Biélorussie, la Lituanie et l'ouest de l'Ukraine. 
Mikhaïl Kretchetnikov prend part à la guerre de Sept Ans puis à la repression de la Kolyivchtchyna en Ukraine et ensuite à la guerre russo-turque de 1768-1774 où il se distinguait à la bataille de Kagul. En 1773 il est nommé gouverneur de la ville de Tver (Russie) et à partir de 1776 gouverneur de Kalouga et Toula. Il est le frère cadet de Piotr Kretchetnikov. En 1776, il est nommé chevalier de l'Ordre de l'Aigle blanc et reçoit l'Ordre de Saint-Stanislas.